# Dicranoloma obesifolium
Dicranoloma obesifolium är en bladmossart som beskrevs av Brotherus 1924. Dicranoloma obesifolium ingår i släktet Dicranoloma och familjen Dicranaceae. Inga underarter finns listade i Catalogue of Life.